# Sinead Jack
Sinead Jack, coniugata Kısal (San Fernando, 8 novembre 1993), è una pallavolista trinidadiana naturalizzata turca, centrale dell'Eczacıbaşı.

## Biografia
Nel 2022, in seguito al matrimonio con il pallavolista Murathan Kısal, riceve la cittadinanza turca.

## Carriera

### Club
La carriera di Sinead Jack inizia nell'UTT. Nella stagione 2010-11 si trasferisce in Polonia, nell'AZS Białystok, club militante in Liga Siatkówki Kobiet, dove resta per tre annate. Nella stagione 2013-14 viene ingaggiata dall'Uraločka, nella Superliga russa, a cui è legata per tre annate.
Per il campionato 2016-17 veste la maglia delle turche del Galatasaray, in Sultanlar Ligi, per poi passare, nella stagione 2018-19 alle Denso Airybees, nella V.League Division 1 giapponese.
Nell'annata 2020-21 ritorna nella massima divisione turca, questa volta all'İlbank: al termine degli impegni col club di Ankara, si trasferisce in Liga Siatkówki Kobiet, dove disputa il finale di stagione col Chemik Police, con cui si aggiudica lo scudetto. Nell'annata seguente difende i colori della neopromossa Megavolley, nella Serie A1 italiana, mentre per il campionato 2022-23 fa ritorno nella penisola anatolica per disputare la Sultanlar Ligi con l'Eczacıbaşı, con cui ottiena la vittoria al campionato mondiale per club 2023.

### Nazionale
Esordisce nella nazionale di Trinidad e Tobago nel 2007, venendo convocata, senza ottenere risultati di rilievo, fino al 2018. 
Nel 2025, durante il corso della Volleyball Nations League, debutta, a seguito dell'ottenimento della nazionalità avvenuta nel 2022, nella nazionale turca.

## Palmarès

### Club
- Campionato polacco: 1

2020-21
- Campionato mondiale per club: 1

2023

### Premi individuali
- 2009 - Qualificazioni nordamericane al campionato mondiale 2010 (seconda fase): Miglior servizio
- 2013 - Campionato nordamericano: Miglior muro
- 2017 - Coppa panamericana: Miglior centrale
- 2018 - Giochi centramericani e caraibici: Miglior centrale
- 2019 - V.League Division 1: Sestetto ideale